# Михайлівський сад
Михайлівський сад (рос. Михайловский сад) — один з найвідоміших і упорядкованих парків Санкт-Петербурга. Знаходиться в самому центрі міста. З південного боку Михайлівський сад примикає до Михайлівського палацу (головна будівля Російського музею), будівлів Етнографічного музею і Корпусу Бенуа. Зі східного боку територія парку обмежена Садовою вулицею, з північної — річкою Мойкою, а з західної — каналом Грибоєдова. У північно-західній частині Михайлівського саду розташовується храм Спаса на Крові. Михайлівський сад знаходиться під управлінням Державного Російського музею.

## Історія створення
У той час, коли вся Пріневська земля належала шведам, ця територія називалася Перузіна. Рекреаційний статус цієї ділянки був визначений самим Петром I. Михайлівський сад виник в один час з Літнім садом і на початку XVIII століття звався Третім річним; тим самим його відрізняли від двох перших садів, що належали цареві. З 1712 тут стали будувати резиденцію для подружжя Петра — Катерини I.
Спочатку ділянка простягалася набагато далі сучасних кордонів: від Мойки до Невського проспекту і від Фонтанки до каналу Грибоєдова. Перед будь-яким будівництвом необхідно було осушити територію. З цією метою з'єднали глуху М'ю з Кривушею вузьким каналом, тим самим одночасно відокремивши резиденцію Катерини від Першого і Другого літніх садів. Уздовж берегів Мойки і Фонтанки був «променад», інакше кажучи дорога для прогулянок. Вона завершувалася наплавним містком Через Мойку до Першого і Другого річним садам.
На місці нинішнього павільйону Россі побудували невеликий Катерининський палац. Будівля з золотим шпилем з ліхтариком фігурує в історичних хроніках під назвою «Золотий хором». Архітектурне рішення було типове для всіх перших будівель в Петербурзі, проте ім'я зодчого не збереглося. Інтер'єри відрізнялися розкішшю, контрастуючи з простим плануванням саду, характерною для московських садиб з їх садами і городами. Тут були яблуневі та інші плодові дерева, стояли оранжереї і теплиці, де садівник Еклібен вирощував банани та ананаси. До господарських будівель — комор, стаєнь, будинкам для садівників, Винотека — вели алеї у вигляді зелених коридорів.
Камер-юнкер Берхгольц зі свити приїхав до Петербурга герцога Голштиньского записав 11 липня 1721 у своєму щоденнику:
| Сад разведён недавно, и поэтому в нём ничего нет, кроме довольно больших фруктовых деревьев. Здесь же вырыты пять рядом расположенных прудов для содержания живой рыбы, привозимой к царскому двору. |

| Сад розведений недавно, і тому в ньому нічого немає, крім досить великих фруктових дерев. Тут же вирито п'ять поруч розташованих ставків для утримання живої риби, привезеної до царського двору. |

З царювання Анни Іоанівни Третій літній сад піддався кардинальній перебудові. Спершу на місце нинішньої Маріїнської лікарні перенесли «овочевий город», а на вивільнених значних площах для пристрасно люблячої полювання імператриці розбили «ягд-ґартен»— сад для гонитви і стрілянини оленів, кабанів, зайців, а також галереї для мисливців та кам'яні стіни для попередження зальоту куль і дробу.

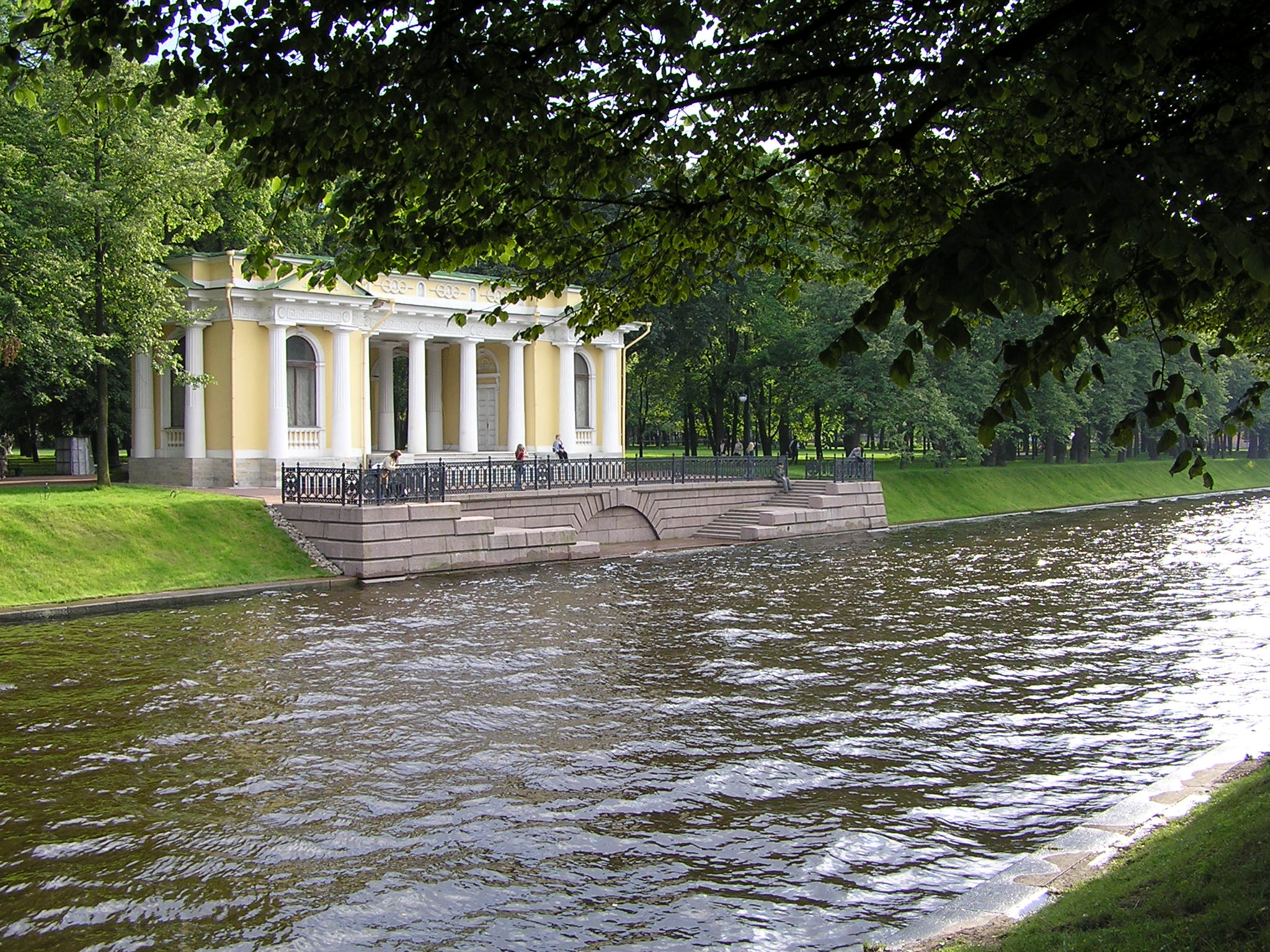
Павільйон Россі

Іншу частину влаштували за тодішньою модою в регулярному стилі. Роботи по «імператріциному саду» вів Франческо Бартоломео Растреллі. Хрестоподібні алеї, клумби, квітники, мармурові статуї і стрижені дерева перетворили садибу в італійський чи французький парк. Простір пожвавлювалося декоративними павільйонами і альтанками з мармуровими підлогами. У самому центрі саду помістили гойдалки та гірки для катання в будь-який сезон. Крім того, навколо одного з дерев поставили крутяться лавки, а в його кроні для панорамного огляду саду спорудили альтанку, куди піднімалися по гвинтових сходах.
У той же самий час поряд з розважальним характером сад зберігав і практичну спрямованість. Так, в 1745 році в ньому спорудили імператорську баню, або як її тоді називали мильну. До неї від «ягд-ґартена» вела заплутана зелена алея-лабіринт. Про своєму творінні Растреллі записав:
| На берегу Мойки в новом саду я построил большое здание бань с круглым салоном и фонтаном в несколько струй, с парадными комнатами для отдыха. |

| На березі Мойки в новому саду я побудував великий будинок бань з круглим салоном і фонтаном в кілька струменів, з парадними кімнатами для відпочинку. |

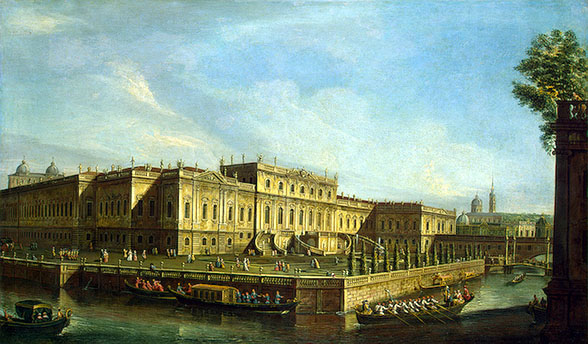
Літній палац Єлизавети Петрівни

Анна Іоанівна замовила Растреллі для себе Літній палац і наказала будувати «з крайнім поспішанієм». Однак його заклали лише 24 липня 1741 року, коли на престол зійшла Єлизавета Петрівна. Дерев'яний бароковий палац, багато прикрашений різьбленням і скульптурою, стояв рівно на місці нинішнього Інженерного замку. Парадна алея від Невської першпективи до палацу закінчувалася біля воріт з позолочено кованими ґратами, за якою розташовувалася площа, утворена палацовими корпусами. У внутрішніх двориках були мініатюрні сади. Головний фасад виходив на петровський Літній сад. Площу перед ним прикрашав великий фонтан з позолоченими барельєфами і вазами, навколо басейну стояла мармурова скульптура. У цьому палаці святкували підписання миру з Прусією після Семирічної війни, тут же Катерину II вітали після сходження на престол.
У лютому 1796 року новий імператор Павло I наказав знести старий палац «за старістю» і на його місці звести новий. Проект палацу був розроблений архітектором В. І. Баженовим за дорученням імператора Павла I, який бажав зробити його своєю головною резиденцією. Був закладений 26 лютого (9 березня) 1797 року. Будівництвом керував архітектор В. Бренна. 8 (21) листопада 1800 року, в день святого Архангела Михаїла, Михайлівський замок був урочисто освячений, але роботи по його внутрішньому оздобленню ще тривали до березня 1801 року.
Ландшафт саду значно змінився. Два штучних канали — Воскресенський і Церковний (нині засипані) — з'єднувалися з Мойкою і Фонтанкою, робили замок неприступним. Потрапити в нього можна було тільки через три підйомних моста. Перед головним фасадом з'явився Коннетабль — площа для вищих сановників, — служив плацом для парадів. Тут же встановили пам'ятник Петру I роботи Бартоломео Карло Растреллі. При Павлові I Третій літній сад служив місцем прогулянок царської родини. У імператора була звичка щоранку проїжджати по парку верхом, милуючись його симетрією. Однак незабаром після вбивства Павла 11 березня (23 березня) 1801 царська сім'я покинула замок. У 1823 році його передали Головному інженерному училищу.

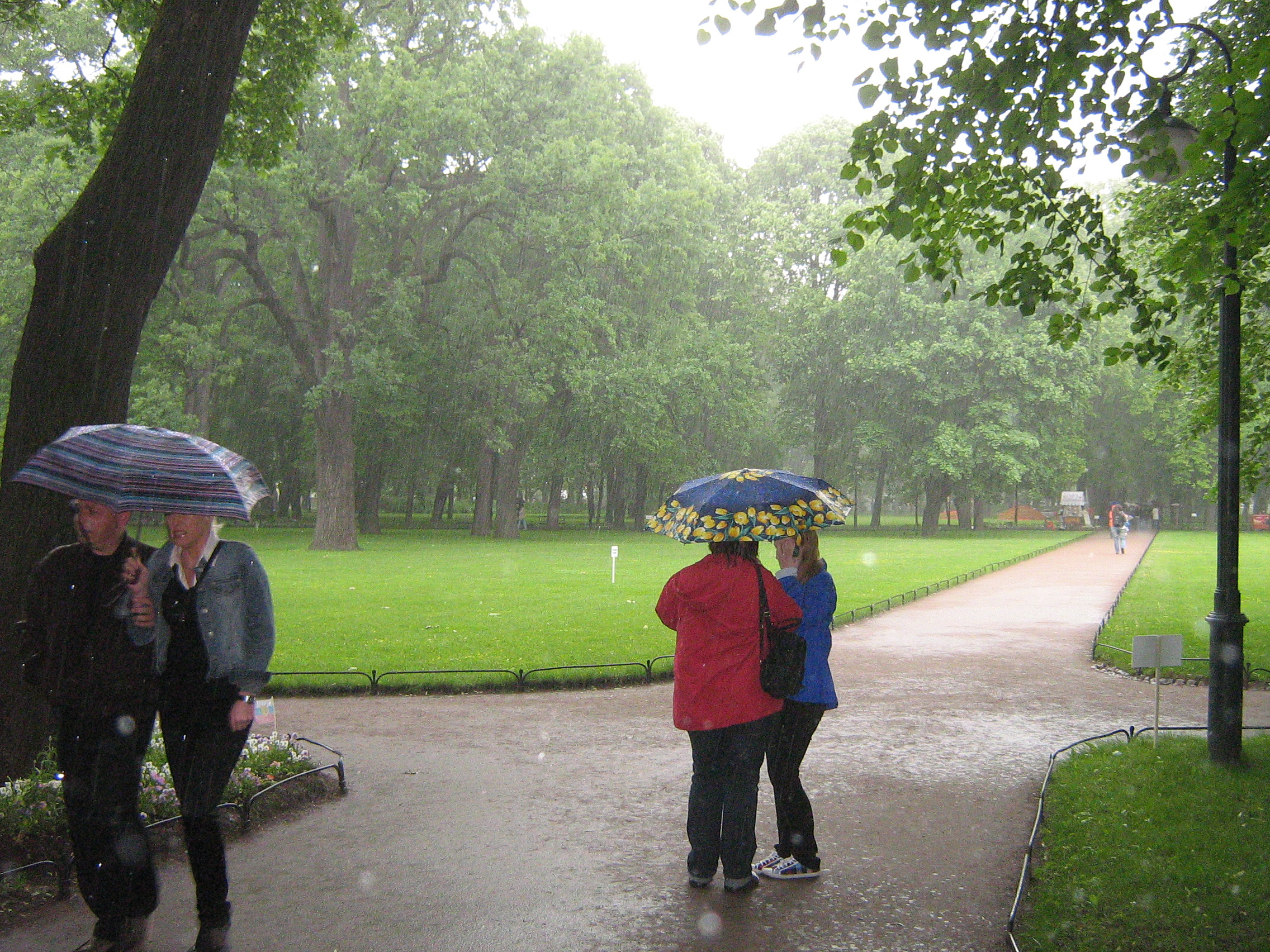
Дощ в Михайлівському саду

## Сучасні події
У 2000 році була проведена повна інвентаризація саду, яка показала, що він знаходиться в критичному стані. У зв'язку з цим в 2001 році почалася повна реконструкція Михайлівського саду.
Після реконструкції сад став місцем проведення щорічних літніх фестивалів «Імператорські сади Росії», де подаються оригінальні ідеї в області ландшафтного дизайну і суміжних сфер. Не тільки фестиваль 2014 р тематично орієнтований на Англію, а й попередні проходили за участю членів британської королівської сім'ї, родинних російському імператорському дому Романових — Принца Майкла Кентського і його дружини . У 2014 р на фестивалі були представлені роботи як професіоналів ландшафтного дизайну, озеленення і декоративно-прикладного мистецтва, так і садівників-любителів, а також дітей-інвалідів з будинку-інтернату № 4 м. Павловська, які під керівництвом викладача розписували роботи по порцеляні морської тематики і дітей — інвалідів по зору з петербурзької школи імені К. К. Ґрота, що створили декоративні рельєфні текстильні композиції з квітковими мотивами.